# Atlas Entertainment
Atlas Entertainment — американская киностудия, занимающаяся финансированием и продюсированием фильмов. Основана Чарльзом Ровеном, Бобом Кавалло и Доуной Стил в 1995 году.

## История
В 1990 году Чарльз Ровен и его партнёр Боб Кавалло основали компанию Roven/Cavallo Entertainment. В том же году супруга Ровена Доуна Стил, в прошлом президент Columbia Pictures, сформировала компанию Steel Pictures и подписала договор о производстве фильмов эксклюзивно для Walt Disney Studios.
В 1995 году было произведено слияние Roven/Cavallo Entertainment и Steel Pictures для учреждения новой компании Atlas Entertainment. Чуть позже был подписан эксклюзивный контракт на производство полнометражных фильмов с компанией Turner Pictures.
В 1997 году Боб Кавалло покинул Atlas Entertainment и перешёл на работу в Walt Disney Studios. 20 декабря 1997 года основатель компании Доуна Стил скончалась.
29 июля 1999 года Atlas Entertainment была объединена с Gold/Miller Management для формирования Mosaic Media Group.
В 2008 году Чарльз Ровен расстался с Mosaic Media Group и вернулся к работе в Atlas Entertainment, заключив сделку с компанией Sony Pictures.
В декабре 2014 года компания Atlas открыла свою дочернюю компанию Atlas Artists, которую возглавил Дейв Флеминг.
В 2014 году фильм «Афера по-американски», спродюсированный Чарльзом Ровеном и Ричард Саклом, был номинирован на премию «Оскар» в категории «Лучший фильм».

## Фильмография

### Полнометражные фильмы
| Год  | Название                                        | Дистрибьютор            | Производство                                                                                          |
| ---- | ----------------------------------------------- | ----------------------- | --- |
| 1995 | Ангус                                           | New Line Cinema         | совместно с Turner Pictures, BBC                                                                      |
| 1995 | 12 обезьян                                      | Universal Pictures      | совместно с Classico                                                                                  |
| 1998 | Падший                                          | Warner Bros. Pictures   | совместно с Turner Pictures                                                                           |
| 1998 | Город ангелов                                   | Warner Bros. Pictures   | совместно с TaurusFilm, Regency Enterprises                                                           |
| 1999 | Три короля                                      | Warner Bros. Pictures   | совместно с Village Roadshow Pictures, Village-A.M. Film Partnership, Coast Ridge Films               |
| 2009 | Интернэшнл                                      | Sony Pictures Releasing | совместно с Columbia Pictures, Relativity Media                                                       |
| 2010 | Время ведьм                                     | Relativity Media        | совместно с Rogue                                                                                     |
| 2013 | Афера по-американски                            | Sony Pictures Releasing | совместно с Columbia Pictures, Annapurna Pictures                                                     |
| 2016 | Бэтмен против Супермена: На заре справедливости | Warner Bros. Pictures   | совместно с DC Entertainment, RatPac Entertainment, Cruel and Unusual Films                           |
| 2016 | Варкрафт                                        | Universal Pictures      | совместно с Legendary Pictures, Blizzard Entertainment                                                |
| 2016 | Отряд самоубийц                                 | Warner Bros. Pictures   | совместно с DC Films, RatPac Entertainment                                                            |
| 2016 | Только правда                                   | Lionsgate Premiere      | совместно с FilmNation Entertainment, PalmStar Entertainment, Likely Story, Merced Media              |
| 2016 | Великая стена                                   | Universal Pictures      | совместно с Legendary East, China Film Group, Le Vision Pictures                                      |
| 2017 | Чудо-женщина                                    | Warner Bros. Pictures   | совместно с DC Films, RatPac Entertainment, Cruel and Unusual Films, Tencent Pictures, Wanda Pictures |
| 2017 | Лига справедливости                             | Warner Bros. Pictures   | совместно с DC Films, RatPac Entertainment, Cruel and Unusual Films                                   |
| 2020 | Чудо-женщина: 1984                              | Warner Bros. Pictures   | совместно с DC Films, The Stone Quarry                                                                |
| 2021 | Отряд самоубийц: Миссия навылет                 | Warner Bros. Pictures   | совместно с DC Films, The Safran Company, Troll Court Entertainment                                   |
| 2022 | Uncharted                                       | Sony Pictures Releasing | совместно с Columbia Pictures, Arad Productions, PlayStation Productions                              |

### Релиз на стриминг-сервисе
| Год  | Название                          | Дистрибьютор | Производство                                                             |
| ---- | --------------------------------- | ------------ | ------------------------------------------------------------------------ |
| 2019 | Тройная граница                   | Netflix      | совместно с Netflix                                                      |
| 2021 | Лига справедливости Зака Снайдера | HBO Max      | совместно с Warner Bros. Pictures, WarnerMax, DC Films, The Stone Quarry |

### Сериалы
| Год        | Название     | Телеканал                    | Производство |
| ---------- | ------------ | ---------------------------- | --- |
| 2015-2018  | 12 обезьян   | Syfy                         | совместно с Division Street (сезоны 3-4), Universal Cable Productions                                                  |
| 2018-н. в. | Грязный Джон | Bravo (сезон 1), USA Network | совместно с Universal Cable Productions (сезон 1), Universal Content Productions, Los Angeles Times Studios, Nutmegger |
| 2019       | Что/если     | Netflix                      | совместно с Page Fright, Compari Entertainment, Warner Bros. Television                                                |

### Телевизионные фильмы
| Год  | Название                               | Телеканал       | Производство                                                          |
| ---- | -------------------------------------- | --------------- | --------------------------------------------------------------------- |
| 2010 | Скуби-ду 4: Проклятье озёрного монстра | Cartoon Network | совместно с Warner Premiere, Telvan Productions, Nine/8 Entertainment |